# Plougonvelin
Plougonvelin is een gemeente in het Franse departement Finistère, in de regio Bretagne. De plaats maakt deel uit van het arrondissement Brest. Plougonvelin telde op 1 januari 2022 4.520 inwoners.
Op het pointe Saint-Mathieu, aan de westelijke rand van de gemeente, bevinden zich:
- ruïnes van de Abdij Saint-Mathieu de Fine-Terre (11e-12e eeuw)
- semafoor van de Marine nationale
- vuurtoren Saint-Mathieu
- Gedenkteken voor gesneuvelde Franse zeelieden (Mémorial national des marins morts pour la France)

## Geografie
De oppervlakte van Plougonvelin bedroeg op 1 januari 2022 18,69 vierkante kilometer; de bevolkingsdichtheid was toen 241,8 inwoners per km².

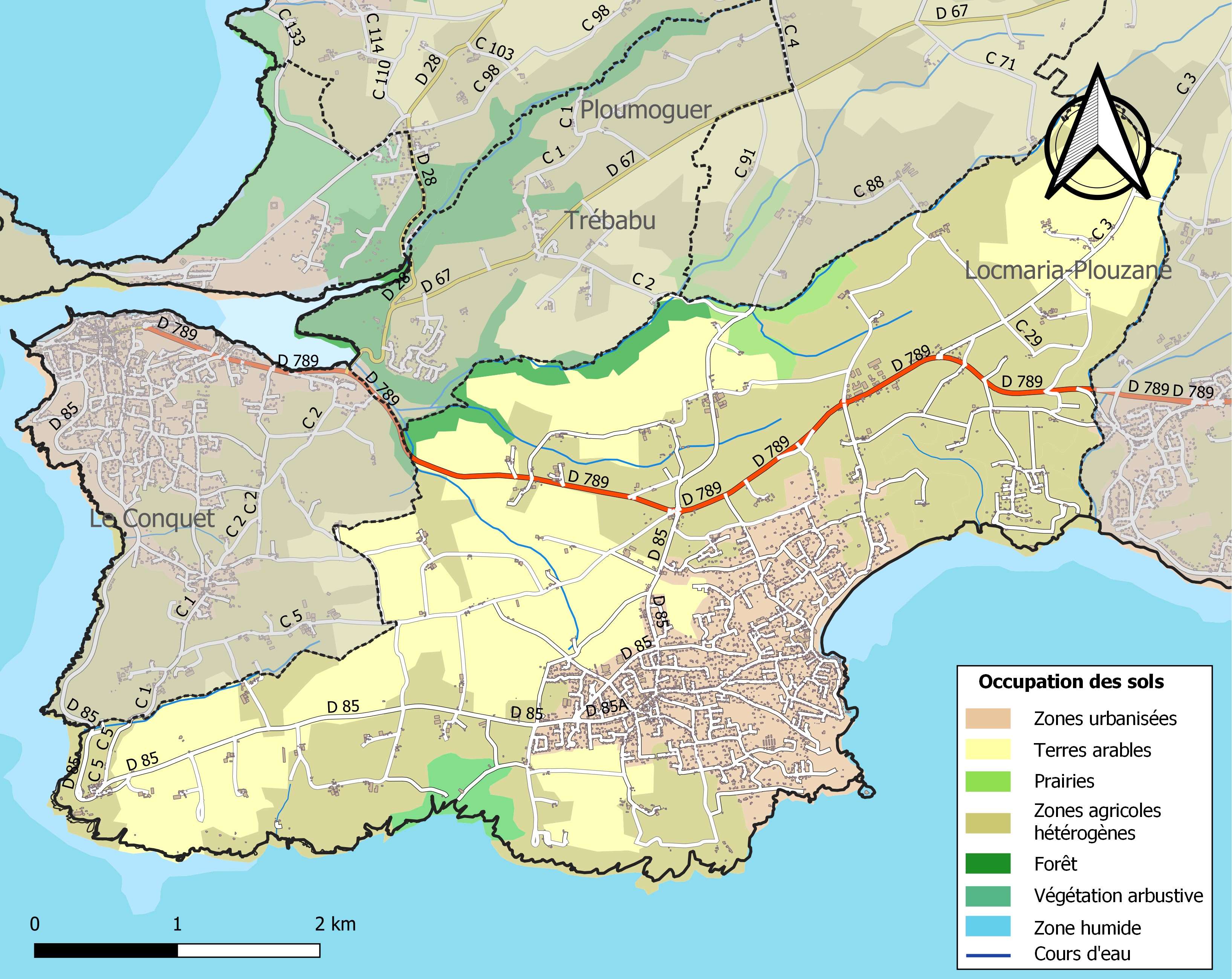
Kaart van de gemeente met belangrijkste infrastructuur, bodemgebruik en omliggende gemeenten

## Demografie
Onderstaande figuur toont het verloop van het inwonertal (bron: INSEE-tellingen).